# Barrage de Fallujah
Le barrage de Fallujah est un barrage d'Irak sur l'Euphrate situé à environ 5 km au sud de Fallujah. Inauguré en 1985, il est, contrairement aux autres barrages sur le fleuve produisant de l'électricité, destiné à l'irrigation.
La construction du barrage avait déjà été envisagée en 1923 dans le cadre d'un vaste projet visant à augmenter la production de coton. 
Le barrage a été construit à côté du canal actuel de l'Euphrate, de sorte que l'eau n'a pas dû être détournée pendant la construction et ne la sera qu'après l'achèvement de l'ouvrage. Il était prévu que 225 000 hectares seraient irrigués dans le cadre de ce projet.
Après la guerre de 2003, le barrage subit quelques réparations.
En avril 2014, durant la seconde guerre civile irakienne, lors de la bataille d'Al-Anbar, les forces de l'État islamique s'emparent de l'ouvrage, avant d'en être chassées deux ans plus tard par l'armée irakienne en juin 2016. 